# Dzielnice Gdyni

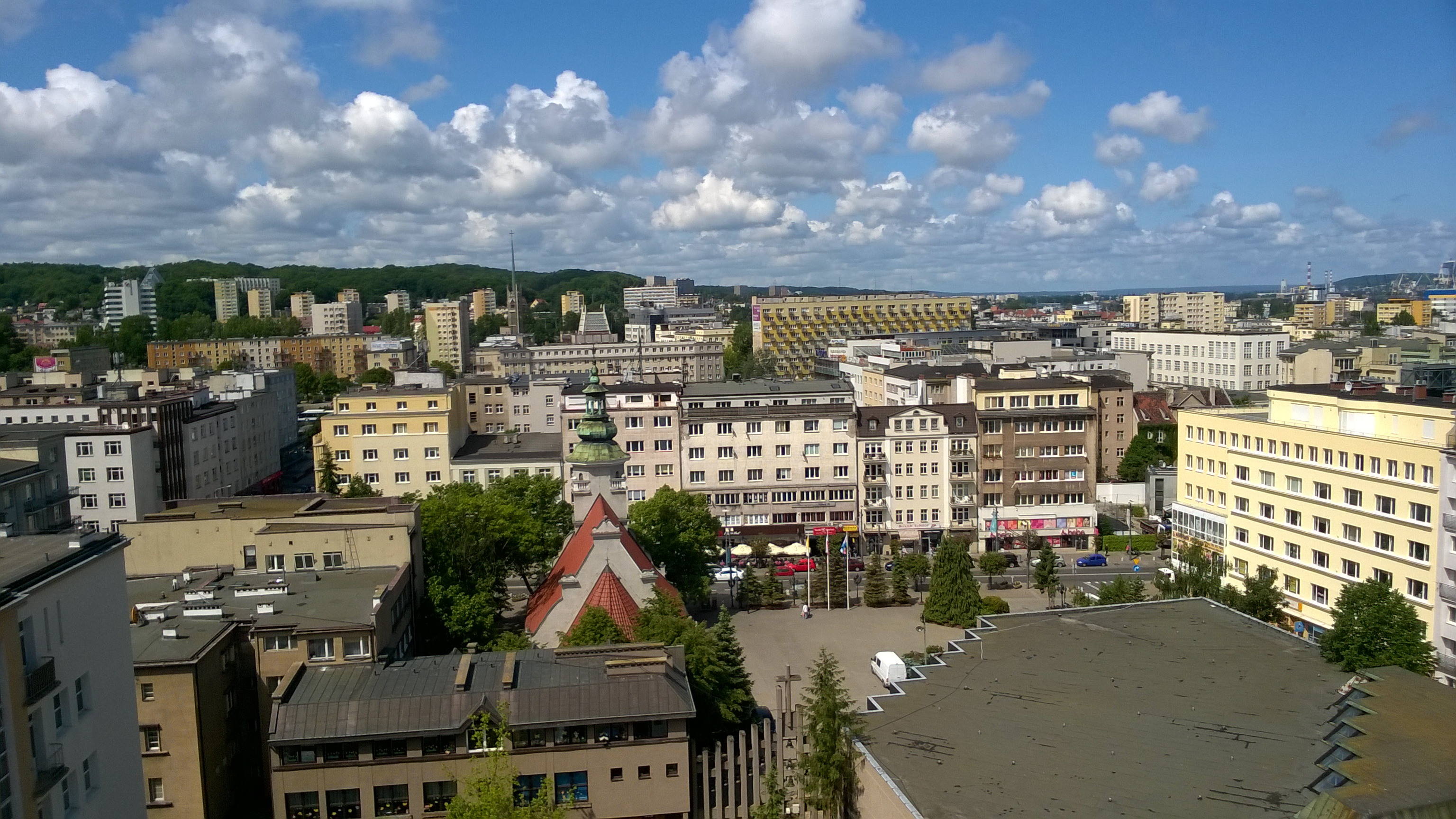
Śródmieście

Dzielnice Gdyni – dzielnice i osiedla na terenie Gdyni.

## Historia
Uchwalona 8 marca 1990 roku ustawa o samorządzie terytorialnym przywróciła po 40-letniej przerwie administrację samorządową na poziomie gminy. W tej samej ustawie, w art. 5 przewidziano również tworzenie jednostek pomocniczych – dzielnic, osiedli i sołectw. Gdynia jako jedno z pierwszych miast w Polsce skorzystała z tej możliwości, wprowadzając 8 maja 1991 roku do Statutu Miasta podział na 13 dzielnic: Śródmieście, Redłowo-Wzgórze Św. Maksymiliana, Orłowo-Mały Kack, Wielki Kack-Karwiny, Chwarzno-Wiczlino, Witomino, Działki Leśne, Grabówek-Leszczynki, Chylonia, Pustki Cisowskie-Demptowo, Cisowa, Obłuże, Oksywie-Babie Doły.
Półtora roku później (9 grudnia 1992) Rada Miasta wprowadzając zmiany w Statucie podzieliła niektóre z dzielnic na mniejsze jednostki. Na przykład Śródmieście przekształcono w trzy odrębne dzielnice: Śródmieście Centrum, Śródmieście Kamienną Górę oraz Śródmieście Port. W wyniku tych podziałów liczba dzielnic w Gdyni wzrosła do 24.
Kolejne, dwukrotne zmiany nastąpiły w 1998. W kwietniu połączono dotychczasowe dzielnice Chylonia i Chylonia Nowa w dzielnicę Chylonia, zaś w grudniu dzielnicę Port, która zajmowała duży obszar, ale była zamieszkana przez niewiele ponad 100 mieszkańców, włączono do dzielnicy Śródmieście. W rezultacie tych ostatnich zmian liczba dzielnic zmniejszyła się do 22.
4 września 2014 roku wprowadzono zmianę granic niektórych dzielnic. Część portu została oddana dla Oksywia, część Śródmieścia za ulicą Morską została oddana Grabówkowi, teren dąbrowy z TESCO został oddany Karwinom. Cały teren Chwarzna-Wiczlina za rzeką Kaczą został oddany Dąbrowie, a znacząca część Działek Leśnych na południe od ulicy Bydgoskiej (Czyli głównie teren z Centrum Handlowym Riviera) został włączony do Wzgórza Świętego Maksymiliana.
23 stycznia 2019 roku połączono 2 dotychczasowe dzielnice Witomino-Leśniczówka oraz Witomino-Radiostacja w jedną dzielnicę Witomino. W wyniku tych podziałów liczba dzielnic w Gdyni zmniejszyła się do 21.
Kształt dzielnic jest przede wszystkim odzwierciedleniem tradycyjnych podziałów. Z tego powodu pojawiają się duże dysproporcje pomiędzy wielkością dzielnic zarówno pod względem powierzchni, jak i liczby mieszkańców. Największą dziś dzielnicę – Chylonię zamieszkuje ok. 20 tys. osób, podczas gdy najmniejsza – Babie Doły liczy ok. 2 tys. mieszkańców. Z kolei największy obszar zajmuje dzielnica Chwarzno-Wiczlino – 25,53 km², która jest aż 39 razy większa od najmniejszej Kamiennej Góry (0,65 km²).
Obecny podział został uchwalony przez Radę Miasta Gdyni 23 stycznia 2019 roku. Miasto podzielone jest na 21 dzielnic (patrz tabela poniżej).

## Dane statystyczne
Poniższe dane pochodzą ze strony internetowej Urzędu Miasta, stan na rok 2024.
| Nr | Nazwa dzielnicy           | Liczba ludności | Powierzchnia [km²] | Gęstość zaludnienia [osób/km²] |
| -- | ------------------------- | --------------- | ------------------ | ------------------------------ |
| 1  | Babie Doły                | 1796            | 2,21               | 813                            |
| 2  | Chwarzno-Wiczlino         | 15 403          | 25,53              | 603                            |
| 3  | Chylonia                  | 19 432          | 3,84               | 5060                           |
| 4  | Cisowa                    | 10 548          | 5,78               | 1825                           |
| 5  | Działki Leśne             | 7203            | 1,95               | 3694                           |
| 6  | Dąbrowa                   | 13 251          | 6,22               | 2130                           |
| 7  | Grabówek                  | 7915            | 4,38               | 1807                           |
| 8  | Kamienna Góra             | 3748            | 0,65               | 5766                           |
| 9  | Karwiny                   | 9329            | 3,39               | 2752                           |
| 10 | Leszczynki                | 6712            | 2,75               | 2441                           |
| 11 | Mały Kack                 | 9839            | 7,94               | 1239                           |
| 12 | Obłuże                    | 16 795          | 3,66               | 4589                           |
| 13 | Oksywie                   | 14 013          | 4,37               | 3207                           |
| 14 | Orłowo                    | 6631            | 5,02               | 1321                           |
| 15 | Pogórze                   | 11 641          | 2,36               | 4933                           |
| 16 | Pustki Cisowskie-Demptowo | 7604            | 15,19              | 501                            |
| 17 | Redłowo                   | 7729            | 2,96               | 2611                           |
| 18 | Śródmieście               | 11 120          | 11,49              | 968                            |
| 19 | Wielki Kack               | 10 594          | 15,03              | 705                            |
| 20 | Witomino                  | 15 534          | 8,5                | 1828                           |
| 21 | Wzgórze św. Maksymiliana  | 10 032          | 1,95               | 5145                           |
|    | Razem:                    | 240 084         | 135,17             | 1827                           |